# Umberto Baratto
Umberto Baratto OFM (* 13. Januar 1930 in Camisano Vicentino, Provinz Vicenza, Italien) ist Patriarchalvikar für Zypern im Lateinischen Patriarchat von Jerusalem.

## Leben
Umberto Baratto trat der Ordensgemeinschaft der Franziskaner (OFM) bei und empfing am 27. Juni 1954 die Priesterweihe. Er war im Lateinischen Patriarchat von Jerusalem als Patriarchalvikar für Zypern mit Sitz in Nikosia, Republik Zypern bestellt.